# Hidroplan
Hidroplán (angleško seaplane) je letalo, narejeno za vzletanje in pristajanje na vodi.

## Tipi
Poznamo dva tipa hidroplanov: vodno letalo (angleško float plane) in pa leteči čoln (angleško flying boat).
- Vodno letalo ima dva plovca (kesona), montirana pod trupom letala, na katera pristaja na vodi. Navadno ima vodno letalo dva plovca pod trupom, namesto pristajalnih koles (običajno so to prirejena navadna letala). V drugi svetovni vojni pa je imela večina letal en plovec pod glavnim trupom in dva manjša pod krili. Navadno je v stik z vodo prišel samo plovec pod glavnim trupom, trup pa je ostal nad vodo. Nekatera manjša »kopenska« letala je možno preurediti v vodna letala.
- Pri letečem čolnu je trup letala potopljen v vodo, kar od daleč zgleda kot velik čoln s krili, plovce (amfibije tudi zložljive - glej PBY Catalina) na krilih ima le za stabilnost pri pristajanju in vzletanju. Večina letečih čolnov ima za večjo stabilnost pod krili nameščene plovce.

Nekateri ljudje menijo, da naj bi izraz hidroplan uporabljali samo za letala, ki imajo namesto koles nameščene plovce, leteči čolni pa naj bi bili kategorija zase, saj so zgrajeni precej drugače, tudi motorji so običajno nameščeni nad krilom.
Amfibijsko letalo lahko vzleta in pristaja tako na vodi kot na kopnem, medtem ko pravi hidroplani lahko vzletijo in pristanejo samo na vodi. Poznamo amfibijske leteče čolne in pa amfibijska vodna letala, prav tako tudi nekaj hibridnih izvedb (hidroplan s pomičnimi plovci). Večina modernih letal, ki so narejena kot hidroplani, je amfibijskih ali pa so tradicionalne oblike.
Leteča podmornica je zrakoplov, ki je zmožen pluti pod vod in vzletati z vodne površine.
Podvodno letalo je tip podmornice s podvodnimi krili.

## Namen in uporaba
Večina modernih civilnih letal je izdelanih v varianti vodnega letala. Večinoma gre pri teh izvedbah za prevoz lažjega tovora po jezerih in drugih oddaljenih predelih z vodo. Leteče čolne in amfibije pa največkrat uporabljamo za gašenje požarov.
Hidroplani lahko vzletijo in pristanejo na vodi samo kadar je voda čisto mirna ali pa le malo valov in tako kot druga letala imajo težave v ekstremnih vremenskih pogojih. Pri takšnih vremenskih pogojih imajo leteči čolni in amfibije, zaradi svoje velikosti in večje stabilnosti, veliko prednost.
Največji uporabniki hidroplanov so reševalne organizacije in pa obalne straže, ker lahko ista letala uporabljajo za odkrivanje in reševanje preživelih. Hidroplani so veliko bolj primerni za takšno delo kot helikopterji in za razliko od helikopterjev lahko pristanejo na vodi, če jim zmanjka goriva. Tudi nekateri helikopterji s plovci lahko pristanejo na vodi, ampak le na povsem mirni, kajti njihovo težišče je precej visoko in jih že manjši valovi lahko prevrnejo.
Hidroplane veliko uporabljajo v oddaljenih predelih kot je Aljaska (ima največ vodnih letal na prebivalca v Ameriki) in pa kanadski zakotni predeli z velikimi jezeri primernimi za vzletanje in pristajanje, predvesem v predelih s slabo razvito cestnim omrežjem in v primeru velikega snega.

## Zgodovina
Začetki razvoja so se začeli v Hammondsportu v New Yorku pri Glennu Curtissu, ki je prehitel Alexandra Grahama Bella in ostale izdelovalce letal pri Aerial Experiment Association.
Med prvo in drugo svetovno vojno je večina mornaric uporabljala hidroplane za izvidniške naloge in protipodmorniške boje. Večina vojaških ladij je imela dva katapulta s hidroplani za odkrivanje tarč preko obzorja in zračne boje z izvidniškimi letali.
Enega največjih letečih čolnov na svetu je izdelal pustolovec Howard Hughes. Tik po drugi svetovni vojni je nastal H-4 Hercules (vzdevek »leteče skladišče za les« ali bolje poznano kot »Spruce Goose«). Vzletel je samo enkrat leta 1947. Ameriška vlada ga je odobrila za uporabo v drugi svetovni vojni, vendar ni bilo končano pred koncem vojne.
Danes se hidroplani ne uporabljajo več v vojne namene. Eno zadnjih letal, ki je bilo v vojaški uporabi, je bil hidroplan HMS Engadine.
Amfibije in leteči čolni so še dandanes zelo uporabni za gašenje požarov. Večina takih konstrukcij posnema vsestransko Consolidated PBY Catalino iz druge svetovna vojne. Za reševanje pa se uporabljajo skoraj izključno helikopterji.